# گوژنو-کولونگا
گوژنو-کولونگا (به لاتین: Górzno-Kolonia) یک روستا در لهستان است که در گمینا گوژنو (استان ماسوویان) واقع شده‌است.